# Kabinett Poincaré IV

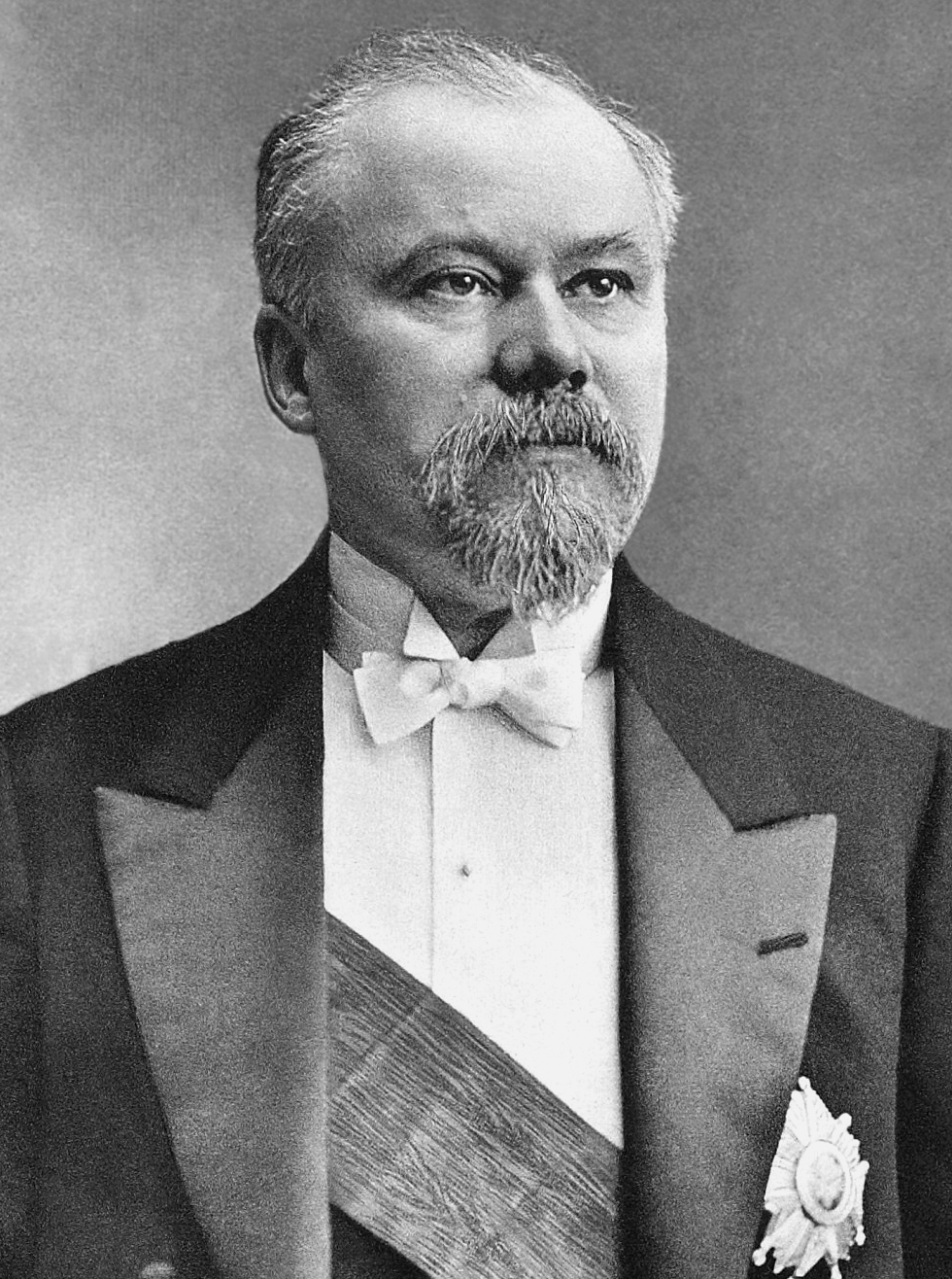
Raymond Poincaré war von 1912 bis 1913, 1922 bis 1924 sowie 1926 bis 1929 drei Mal Premierminister Frankreichs sowie zwischen 1913 und 1920 Staatspräsident

Kabinett Poincaré IV

Das vierte Kabinett Poincaré war eine Regierung der Dritten Französischen Republik. Es wurde am 23. Juli 1926 von Premierminister (Président du Conseil) Raymond Poincaré gebildet und löste das Kabinett Herriot II ab. Es blieb bis zum 11. November 1928 im Amt und wurde daraufhin vom Kabinett Poincaré V abgelöst.
Dem Kabinett gehörten Minister der Parti républicain démocratique et social (PRDS/AD), Républicain-socialistes (PRS), Parti républicain, radical et radical-socialiste (PRRRS), Radicaux indépendants (RI), Fédération républicaine (FR) und der Union populaire républicaine (UPR) an.

## Kabinett
Dem Kabinett gehörten folgende Minister an:
| Amt                                                       | Name                            | Partei  | Beginn der Amtszeit             | Ende der Amtszeit                   |
| --------------------------------------------------------- | ------------------------------- | ------- | ------------------------------- | ----------------------------------- |
| Premierminister                                           | Raymond Poincaré                | PRDS/AD | 23. Juli 1926                   | 11. November 1928                   |
| Außenminister                                             | Aristide Briand                 | PRS     | 23. Juli 1926                   | 11. November 1928                   |
| Innenminister                                             | Albert Sarraut                  | PRRRS   | 23. Juli 1926                   | 11. November 1928                   |
| Justizminister                                            | Louis Barthou                   | PRDS/AD | 23. Juli 1926                   | 11. November 1928                   |
| Finanzminister                                            | Raymond Poincaré                | PRDS/AD | 3. Juli 1926                    | 11. November 1928                   |
| Kriegsminister                                            | Paul Painlevé                   | PRDS/AD | 23. Juli 1926                   | 11. November 1928                   |
| Marineminister                                            | Georges Leygues                 | PRDS/AD | 23. Juli 1926                   | 11. November 1928                   |
| Minister für öffentlichen Unterricht und schöne Künste    | Édouard Herriot                 | PRRRS   | 23. Juli 1926                   | 11. November 1928                   |
| Minister für öffentliche Arbeiten                         | André Tardieu                   | PRDS/AD | 23. Juli 1926                   | 11. November 1928                   |
| Arbeitsminister                                           | André Fallières Louis Loucheur  | RI      | 23. Juli 1926 1. Juni 1928      | 1. Juni 1928 11. November 1928      |
| Minister für Gesundheit, Wohlfahrt und Sozialversicherung | André Fallières Louis Loucheur  | RI      | 23. Juli 1926 1. Juni 1928      | 1. Juni 1928 11. November 1928      |
| Minister für Handel und Industrie                         | Maurice Bokanowski Henry Chéron | PRDS/AD | 23. Juli 1926 2. September 1928 | 2. September 1928 11. November 1928 |
| Minister für Post und Telegrafie                          | Henry Chéron                    | PRDS/AD | 14. September 1928              | 11. November 1928                   |
| Kolonialminister                                          | Léon Perrier                    | PRRRS   | 23. Juli 1926                   | 11. November 1928                   |
| Landwirtschaftsminister                                   | Henri Queuille                  | PRRRS   | 23. Juli 1926                   | 11. November 1928                   |
| Pensionsminister                                          | Louis Marin                     | FR      | 23. Juli 1926                   | 11. November 1928                   |
| Luftfahrtminister                                         | Laurent Eynac                   | RI      | 14. September 1928              | 11. November 1928                   |

### Unterstaatssekretäre
Dem Kabinett gehörten folgende Sous-secrétaires d’État an:
- Arbeit, Hygiene, Fürsorge und Sozialfürsorge: Alfred Oberkirch[4] (UPR)

## Historische Einordnung

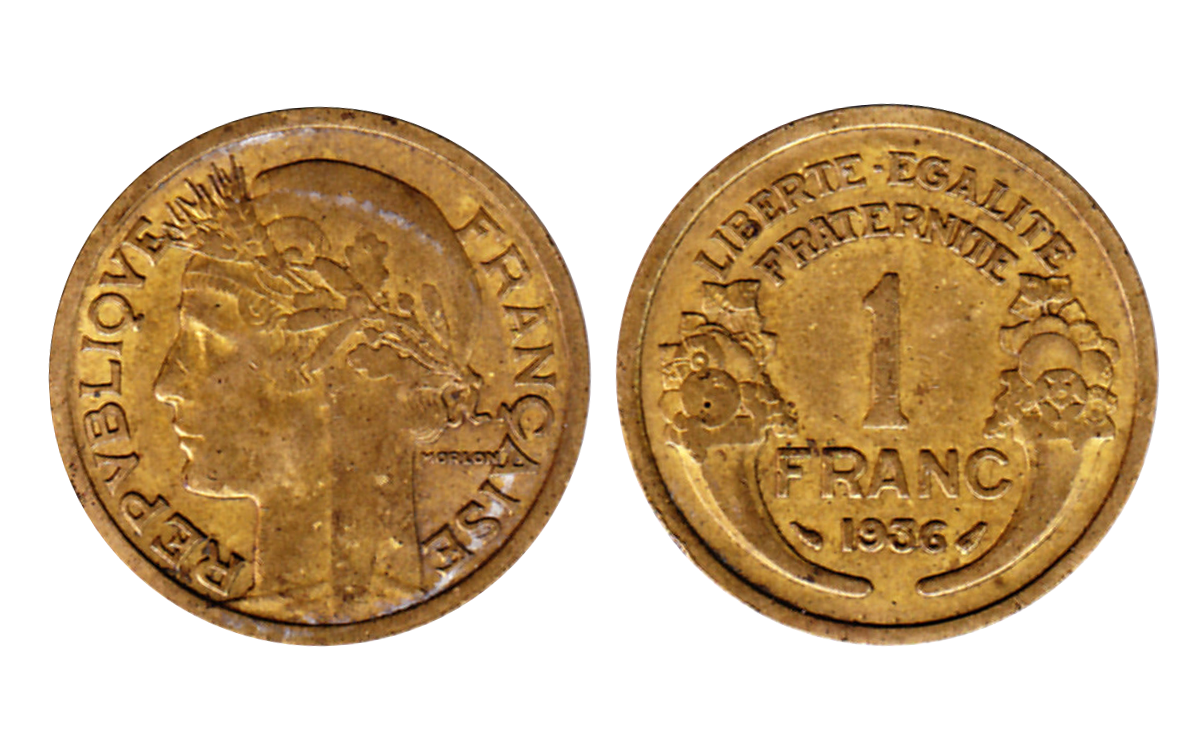
1 France 1936 VSRS

### Union nationale
Der Zusammenschluss der Radikalen mit dem ehemaligen Bloc national verschaffte Raymond Poincaré eine starke Mehrheit in der Kammer, die Union nationale genannt wurde (422 Abgeordnete und 72,63 % der Sitze), um sein Wirtschaftsprogramm der Deflation umzusetzen. Dieses Bündnis bedeutete das Ende des ersten Cartel des gauches (Linkskartell).

### Innenpolitik
Mit dem Gesetz vom 5. April 1928 schuf die Regierung Poincaré für alle Arbeitnehmer eine auf dem Kapitaldeckungsverfahren basierende Rentenversicherung sowie eine Krankenversicherung. Das Loucheur-Gesetz vom 13. Juli 1928, das auf Initiative von Louis Loucheur, Minister für Arbeit und Sozialfürsorge, verabschiedet wurde, sah eine finanzielle Beteiligung des Staates zur Förderung von Volkswohnungen vor.
Poincaré ging die französische Währungskrise dadurch an, dass er den Franc germinal durch den Poincare-Franc ersetzte, der nur ein Fünftel des Wertes hatte.
Das Kabinett Poincaré straffte die Verwaltung durch Abschaffung von Unterpräfekturen und einen Umbau der Gerichte.
Die Wahlen vom April 1928 bestätigten die Politik Poincarés mit einem Erfolg des Bloc national, der 304 der 602 Sitze errang. Diese Wahlen waren die ersten, die wieder nach dem Mehrheitswahlrecht in 2 Wahlgängen durchgeführt wurden.

### Außenpolitik
Am 27. August 1928 wurde in Paris der Briand-Kellogg-Pakt unterzeichnet. 

### Sonstiges
Am 10. Dezember 1926 wurde Außenminister Aristide Briand mit dem Friedensnobelpreis geehrt. Der Friedensnobelpreis 1927 ging an den Franzosen Ferdinand Buisson – Gründer und Vorsitzender der Liga für Menschenrechte – und den Deutschen Ludwig Quidde. Charles Lindbergh landete am 21. Mai 1927 nach der ersten Nonstop-Allein-Atlantiküberquerung in Paris.